# Mexico International 2024
Die Mexico International 2024 im Badminton fanden vom 29. Oktober bis zum 3. November 2024 in Aguascalientes statt.

## Sieger und Platzierte
| Disziplin    | Gold                                             | Silber                                         | Bronze                                           |
| ------------ | ------------------------------------------------ | ---------------------------------------------- | ------------------------------------------------ |
| Herreneinzel | Mark Shelley Alcala                              | Luis Montoya                                   | Kevin Cordón                                     |
| Herreneinzel | Mark Shelley Alcala                              | Luis Montoya                                   | Victor Lai                                       |
| Dameneinzel  | Gianna Stiglich                                  | Nikte Sotomayor                                | Rafaela Munar                                    |
| Dameneinzel  | Gianna Stiglich                                  | Nikte Sotomayor                                | Sabrina Solis                                    |
| Herrendoppel | Yu-Yuan Chang Wang Yen-pang                      | Christopher Martínez Jonathan Solís            | Jose Luis Granados Morales Antonio Emanuel Ortiz |
| Herrendoppel | Yu-Yuan Chang Wang Yen-pang                      | Christopher Martínez Jonathan Solís            | Daniel Leung Gurbaksh Singh Saini                |
| Damendoppel  | Romina Fregoso Miriam Jacqueline Rodriguez Perez | Cecilia Madera Isabella Puente                 | Fernanda Munar Rafaela Munar                     |
| Damendoppel  | Romina Fregoso Miriam Jacqueline Rodriguez Perez | Cecilia Madera Isabella Puente                 | Diana Corleto Soto Nikte Sotomayor               |
| Mixed        | Christopher Martínez Diana Corleto Soto          | Luis Montoya Miriam Jacqueline Rodriguez Perez | Yu-Yuan Chang Katelin Ngo                        |
| Mixed        | Christopher Martínez Diana Corleto Soto          | Luis Montoya Miriam Jacqueline Rodriguez Perez | Juan Torres Mayté Macias Marin                   |